# 愛琳吉鱂
愛琳吉鱂，為輻鰭魚綱鯉齒目鯉齒亞目谷鱂科的其中一種，為熱帶淡水魚，分布於中美洲墨西哥淡水流域，棲息在底中層水域，生活習性不明。